# Suicidio morale
Suicidio morale (Moral Suicide) è un film muto del 1918, scritto e diretto da Ivan Abramson. Prodotto dalla Graphic Films Corporation, aveva come interpreti John B. Mason, Anna Luther, Leah Baird, Alan Hale.

## Trama
Le nozze tra Richard Covington, ricco e influente uomo d'affari, e l'affascinante Fay Hope, una vamp senza cuore, provocano grandi crucci nei due figli dello sposo, Waverly e Beatrice. Ben presto, le spese folli e stravaganti di Fay portano sull'orlo della rovina Covington, tanto che Beatrice ha il coraggio di affrontare il padre per cercare di metterlo in guardia prima che sia troppo tardi. Covington, però, preso da Fay, difende la moglie e se la prende con la figlia che scaccia di casa. Dai Covington giunge un nuovo arrivato, l'amante di Fay che lei presenta come suo fratello "Lucky" Travers. I due, però, vengono sorpresi da Waverly uno nelle braccia dell'altra. Furioso, il giovane Covington spara a Lucky, ma a essere colpita è Fay, che resta uccisa. Waverly viene internato in manicomio mentre suo padre, ormai completamente rovinato, rimane solo. Trovato lavoro come uomo-sandwich, pubblicizza un locale notturno dove rivede Beatrice mentre la ragazza sembra essere in piacevoli conversari con Lucky. La figlia, però, lo rassicura: adesso lavora come agente e ha contattato Lucky solo per incastralo e mandarlo in galera. Dopo essere riuscita a fare arrestare Lucky, Beatrice torna da Rodman, il suo fidanzato. Quando anche Waverly esce dal manicomio, tutta la famiglia è felicemente riunita.

## Produzione
Il film fu prodotto dalla Graphic Films Corporation.

## Distribuzione
Il copyright del film, richiesto da Ivan Abramson, fu registrato il 28 maggio 1918 con il numero LU12530.
Distribuito dalla Pathé Exchange, il film - un lungometraggio di 70 minuti in sette bobine - uscì nelle sale cinematografiche degli Stati Uniti il 12 marzo 1918, in quelle francesi il 3 ottobre 1919 (con il titolo di Suicide moral) e in quelle portoghesi il 29 marzo 1921 (con il titolo di Suicídio Moral)

In Italia, distribuito dalla Pathé come Suicidio morale, ottenne nel 1920 il visto di censura numero 14808.
Non si conoscono copie ancora esistenti della pellicola che viene considerata presumibilmente perduta.